# Wolfgang Wüst

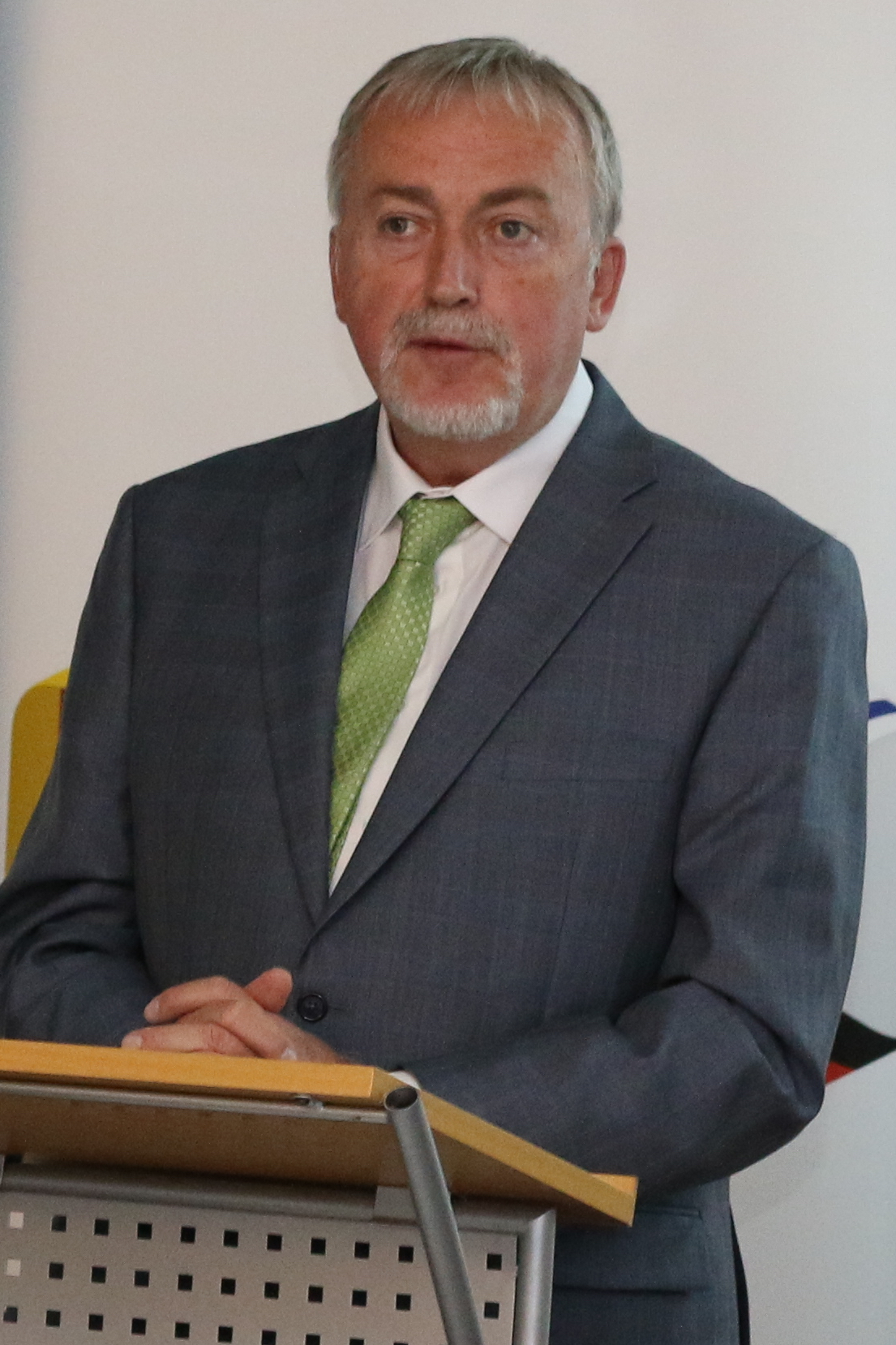
Wolfgang Wüst (2015)

Wolfgang Wüst (* 10. Juli 1953 in Krün) ist ein deutscher Historiker und Professor für Bayerische und Fränkische Landesgeschichte an der Friedrich-Alexander-Universität Erlangen-Nürnberg.

## Leben
Wolfgang Wüst besuchte acht Jahre (1963–1970) das Klosterinternat Ettal und legte sein Abitur am humanistischen Zweig des Werdenfels-Gymnasiums in Garmisch-Partenkirchen ab.  In den Jahren 1973–1979 studierte er die Fächer Geschichte und Anglistik für das Lehramt an Gymnasien an den Universitäten in Augsburg und in Edinburgh/Schottland. Anschließend war er Stipendiat der Bayerischen Akademie der Wissenschaften im Rahmen des Projektes Historischer Atlas von Bayern und Assistent am Lehrstuhl für Landesgeschichte an der Universität Augsburg. Im Jahr 1982 promovierte er zum Thema: Die herrschaftsbildenden Kräfte des Ancien Régime im Gebiet des Landkreises Günzburg im Rahmen des Forschungsprojektes Historischer Atlas von Bayern. Anschließend arbeitete Wüst von 1984 bis 2000 im Archivdienst des Freistaates Bayern und der Stadt Augsburg, zuletzt als Direktor des Augsburger Stadtarchivs. In den Jahren 1993–1995 war er als Stipendiat der Deutschen Volkswagenstiftung vom Archivdienst freigestellt. 1996 folgte die Habilitation für Landesgeschichte, Mittlere und Neuere Geschichte mit einer Arbeit zum Thema: Geistlicher Staat und Altes Reich: Frühneuzeitliche Herrschaftsformen, Administration und Hofhaltung im Augsburger Fürstbistum. 1996–2000 wirkte Wüst neben seiner archivischen Tätigkeit als Privatdozent an der Universität Augsburg. 2000 folgte er einem Ruf an die Friedrich-Alexander-Universität Erlangen-Nürnberg. Er lehrt dort Bayerische und Fränkische Geschichte im regionalen und europäischen Vergleich. 2004 musste er einräumen, große Teile eines Aufsatzes abgeschrieben zu haben, ohne die Quelle zu nennen.

## Forschung
Die Forschungs- und Interessensgebiete Wüsts liegen in den Bereichen der Politik-, Neueren Kultur-, Umwelt-, Kommunikations-, Verwaltungs-, Rechts- und der Sozialgeschichte. Sie werden im regionalen Kontext des 12. bis 19. Jahrhunderts untersucht. An Einzelprojekten sind zu nennen:
- Hof- und Residenzenforschung,
- Edition frühmoderner Policeyordnungen im Fränkischen, Schwäbischen und Bayerischem Reichskreis,
- Zensur- und Pressegeschichte,
- Historische Atlasforschung,
- Stadt-, Markt- und Ortsgeschichte (u. a. Nürnberg, Augsburg, Erlangen, Dillingen, Bobingen, Rögling) im Vergleich,
- Geistliche Staaten und Bistümer,
- Nahtstellen zwischen Reichs- und Landesgeschichte (süddeutsche Reichskreise, Reichs- und Landesgerichte),
- Adelsforschung,
- Regionale Industrialisierung,
- Frühmoderne Umweltprobleme.

## Mitgliedschaften
Wolfgang Wüst gehört der Bayerischen und der Hallerschen Forschungsstiftung an. Er ist Vorstands- bzw. Beiratsmitglied in der Gesellschaft für Fränkische Geschichte, der Fränkischen Geographischen Gesellschaft, der Kommission für bayerische Landesgeschichte, der Bayerischen Benediktinerakademie, der Schwäbischen Forschungsgemeinschaft (seit 1992), dem Institut für vergleichende Städtegeschichte an der Westfälischen Wilhelms-Universität in Münster, dem Südwestdeutschen Arbeitskreis für Stadtgeschichtsforschung, der Görres-Gesellschaft, der Vereinigung für Verfassungsgeschichte, in zahlreichen Geschichtsvereinen und im Zentralinstitut für Regionenforschung an der Universität Erlangen-Nürnberg. Außerdem war er über ein Jahrzehnt Vorsitzender des Historischen Vereins für Schwaben.

## Schriften (Auswahl)
- Schriftenverzeichnis. In: Sabine Wüst (Hrsg.): Schätze der Welt aus landeshistorischer Perspektive. Festschrift zum 65. Geburtstag von Wolfgang Wüst. St. Ottilien: EOS 2018, ISBN 978-3-83067890-8, S. 805–830.

### Als Autor
- Günzburg. (= Historischer Atlas von Bayern, Teil Schwaben, Heft I/ 13) München 1983.
- Censur als Stütze von Staat und Kirche in der Frühmoderne. Augsburg, Bayern, Kurmainz und Württemberg im Vergleich. Einführung – Zeittafel – Dokumente (= Schriften der Philosophischen Fakultäten der Universität Augsburg, Bd. 57), München 1998.
- Geistlicher Staat und Altes Reich. Frühneuzeitliche Herrschaftsformen, Administration und Hofhaltung im Augsburger Fürstbistum (= Studien zur Bayerischen Verfassungs- und Sozialgeschichte, Bde. XIX/1 und XIX/2), München 2001.
- Ein aufgeklärter Ökonom im „verfinsterten“ Hochstift: Eichstätt, Spalt und der Hopfen. Festvortrag, gehalten anlässlich der 75-Jahr-Feier des Heimatvereins Spalter Land e. V. am 9. Oktober 2004 im Saal des Trachtenvereins in Spalt (= Aus der Spalter Heimat. Heimatkundliche Hefte, Heft 40), Spalt 2005.
- (mit Christoph Gunkel): Frankens Policey. Alltag, Recht und Ordnung in der Frühen Neuzeit. Analysen und Texte (= Schriftenreihe des Mittelalterlichen Kriminalmuseums Rothenburg ob der Tauber, Bd. 14). wbg Academic, Darmstadt 2023, ISBN 978-3-534-40567-1.

### Als Herausgeber
- Reichskreis und Territorium. Die Herrschaft über der Herrschaft? Supraterritoriale Tendenzen in Politik, Kultur, Wirtschaft und Gesellschaft. Ein Vergleich süddeutscher Reichskreise (= Augsburger Beiträge zur Landesgeschichte Bayerisch-Schwabens, Bd. 7) Sigmaringen 2000.
- Die „gute“ Policey im Reichskreis. Zur frühmodernen Normensetzung in den Kernregionen des Alten Reiches. Bd. 1: Der Schwäbische Reichskreis, unter besonderer Berücksichtigung Bayerisch-Schwabens. Berlin 2001.
- Geistliche Staaten in Oberdeutschland im Rahmen der Reichsverfassung. Kultur – Verfassung – Wirtschaft – Gesellschaft. Ansätze zu einer Neubewertung. (= Oberschwaben – Geschichte und Kultur, Bd. 10) Epfendorf 2002.
- Die „gute Policey“ im Reichskreis. Zur frühmodernen Normensetzung in den Kernregionen des Alten Reiches. Bd. 2: Der Fränkische Reichskreis. Berlin 2003.
- Die „gute“ Policey im Reichskreis. Zur frühmodernen Normensetzung in den Kernregionen des Alten Reiches. Bd. 3: Der Bayerische Reichskreis und die Oberpfalz. Berlin 2004.
- Frankens Städte und Territorien als Kulturdrehscheibe. Kommunikation in der Mitte Deutschlands. Interdisziplinäre Tagung vom 29. bis 30. September 2006 in Weißenburg i. Bayern (= Mittelfränkische Studien, Bd. 19) Ansbach 2008.
- Die „gute“ Policey im Reichskreis. Bd. 4: Die lokale Policey. Normensetzung und Ordnungspolitik auf dem Lande. Ein Quellenwerk, Berlin 2008.
- Aufbruch in die Moderne? Bayern, das Alte Reich und Europa an der Zeitenwende um 1800 (= Franconia. Beihefte zum Jahrbuch für fränkische Landesforschung, Bd. 2) Neustadt/Aisch 2010.

### Als Mitherausgeber
- Forschungen zur bayerischen und schwäbischen Geschichte. Gesammelte Beiträge von Pankraz Fried. Zu seinem 65. Geburtstag (= Veröffentlichungen der Schwäbischen Forschungsgemeinschaft, Sonderpublikation), Sigmaringen 1997.
- Pressewesen der Aufklärung. Periodische Schriften im Alten Reich (= Colloquia Augustana, Bd. 16), Berlin 2001.
- Der Augsburger Religionsfriede 1555. Ein Epochenereignis und seine regionale Verankerung (= Zeitschrift des HV für Schwaben, Bd. 98), Augsburg 2005.
- Mikro–Meso–Makro. Regionenforschung im Aufbruch – Vergleichende Perspektiven (= Arbeitspapiere des Zentralinstituts für Regionalforschung, Nr. 8), Erlangen 2005.
- Bayern, Schwaben und das Reich. Festschrift für Pankraz Fried zum 75. Geburtstag (= Augsburger Beiträge zur Landesgeschichte Bayerisch-Schwabens, Bd. 11), Augsburg 2007.
- Grenzüberschreitungen. Die Außenbeziehungen Schwabens in Mittelalter und Neuzeit (= Zeitschrift des HV für Schwaben, Bd. 100), Augsburg 2008.
- Schwaben und Italien. Zwei europäische Kulturlandschaften zwischen Antike und Moderne. Aufsätze zur Bayerischen Landesausstellung 2010 „Bayern-Italien“ in Füssen und Augsburg (= Zeitschrift des HV für Schwaben, Bd. 102), Augsburg 2010.
- Höfe und Residenzen geistlicher Fürsten. Strukturen, Regionen und Salzburgs Beispiel in Mittelalter und Neuzeit. Internationale und interdisziplinäre Tagung in der Salzburger Residenz, 19.–22. Februar 2009 (= Residenzenforschung, Bd. 24), Ostfildern 2010.
- Geschichte und Erinnerung. Die süddeutsche Textillandschaft – von der Frühen Neuzeit bis zur Gegenwart. Internationale Tagung im Schwäbischen Bildungszentrum vom 6. bis 8. Juni 2008, Augsburg 2010.